# Rellotge de quars

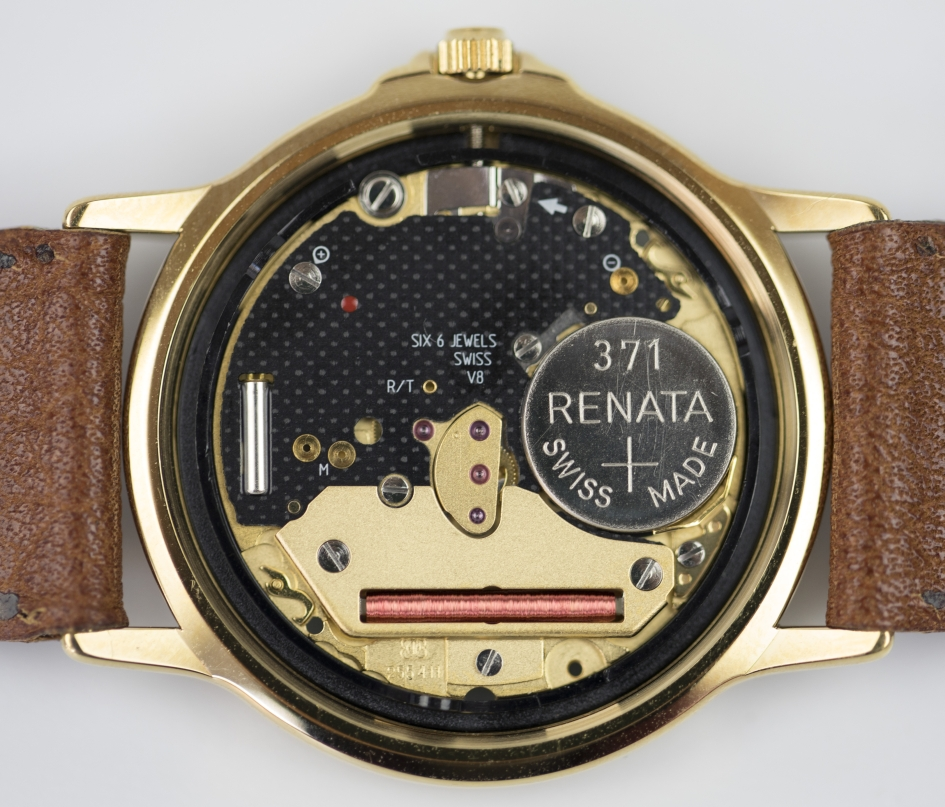
Rellotge de quars obert a la part posterior. Distingim : el ressonador de quars (bobina metàl·lica, esquerra) ; la bateria del botó (dreta) i la bobina del motor pas a pas (a sota).

Un rellotge de quars o electrònic utilitza un oscil·lador electrònic controlat per un ressonador de cristall de quars. Aquest oscil·lador de cristall crea un senyal de temps molt precís, de manera que els rellotges de quars són més precisos que els rellotges mecànics.

## Vocabulari

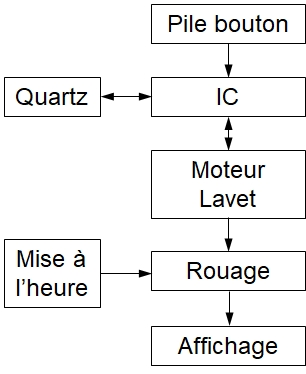
Diagrama de blocs d'un rellotge de quars amb pantalla mecànica.

Els termes rellotge de quars i rellotge electrònic se solen utilitzar de manera idèntica, cosa que no és correcte en tots els casos, atès que hi ha:
- rellotges electrònics sense quars, com el Dynotron, que conté un ressonador mecànic (balance - hairspring), un transistor (per tant electrònic) i una bobina per mantenir les oscil·lacions ;
- rellotges mecànics que utilitzen quars per substituir el volant;[1]
- rellotges electrònics connectats, també anomenats " rellotges intel·ligents ".

El diagrama de blocs d'un rellotge de quars és relativament senzill. L'energia prové d'una pila de botó que alimenta el circuit integrat (IC), el quars i un sistema de visualització, que utilitza elements mòbils per a un rellotge amb pantalla mecànica o una pantalla per a un rellotge amb pantalla electrònica. L'IC fa que el quars oscil·li a una freqüència precisa i estable, que és la base de temps. En el cas d'un rellotge amb pantalla mecànica, l'IC envia impulsos a intervals regulars a un motor pas a pas que fa girar un tren d'engranatges al qual hi ha unes mans o discs, que indiquen les hores, minuts i sovint segons.

### Definicions
Hi ha dos tipus de visualitzacions :
- pantalla analògica : pantalla amb busques ;
- pantalla digital : pantalla amb números.

Hi ha dues tècniques :
- esfera mecànica: esfera amb peces mòbils. Aquesta pantalla pot ser analògica (busques) o digital (digits mecànics, etc.) ;
- pantalla electrònica : pantalla amb segments o matrius (LCD, LED, etc.). Aquesta pantalla pot ser analògica (amb busques simulades) o digital (dígits LCD o LED).

## Història

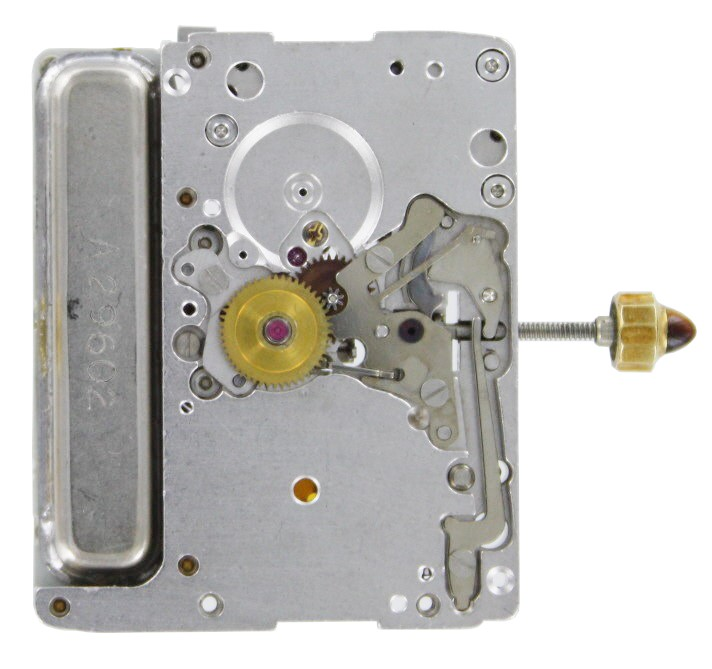
Moviment Beta 21, derivat del primer moviment de quars, anomenat beta 1 i desenvolupat pel CEH.

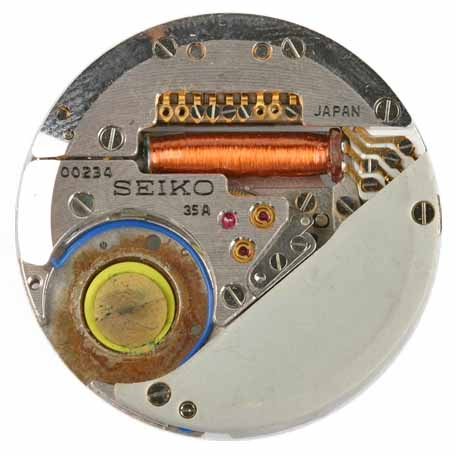
Primer moviment de quars (calibre 35SQ) que es va comercialitzar:el Seiko Astron, l'any 1969.

A principis 20 20 segle xx, els enginyers de ràdio van buscar una font de freqüència precisa i estable. Començar amb ressonadors d'acer. Paral·lelament, Paul Langevin utilitza el quars per emetre i rebre ones acústiques (sonar), inspirant a Walter Guyton Cady i GW Pierce que van desenvolupar els primers oscil·ladors de quars, molt estables fins i tot quan la temperatura variar. Els ressonadors d'acer desaparèixer en pocs anys. Més tard, els investigadors del National Institute of Standards and Technology (NIST) descobreixen que un rellotge que conté un oscil·lador de cristall pot ser molt més precís que un rellotge de pèndol. Des de 1930 fins a 1960, els rellotges de quars tenien la mida d'un forn de cuina i van ser la referència temporal fins a l'aparició dels rellotges atòmics
Gràcies a la miniaturització de l'electrònica i la millora dels processos de fabricació, el contingut d'una nevera es poder portar de sobte al canell. El desenvolupament dels rellotges de quars va tenir lloc paral·lelament al Japó i Suïssa. Va ser durant el Concurs Internacional de Cronometria de 1967 que es van presentar al públic en general els primers moviments de quars,. Alguns provenen del Centre de Rellotgeria Electrònica (CEH) i altres del Centre de Recerca i Desenvolupament de Seiko. Va ser una autèntica revolució des del punt de vista cronomètric, aquests moviments eren deu vegades més precisos que els millors rellotges mecànics de l'època. Els deu primers llocs de la competició els va guanyar el CEH. Aquests moviments contenien un ressonador de quars en forma de barra, que amb el temps va esdevenir obsolet
El primer rellotge de polsera de quars que es va comercialitzar va ser el Seiko 35SQ, llançat al mercat l'any 1969. Venut en 100 exemplars amb una caixa d'or, costa el preu d'un cotxe. Els primers rellotges de quars suïssos, que utilitzaven el moviment beta 21, es van comercialitzar a partir de 1970.
Durant la dècada de 1970, la introducció dels circuits integrats tipus MOS va permetre obtenir una autonomia de 12 mesos mitjançant una bateria de botó simple, ja sigui per accionar un motor pas a pas tipus Lavet o una pantalla de cristall líquid (LCD). D'altra banda, les pantalles de díodes emissors de llum (LED) es van abandonar ràpidament a causa del seu consum relativament elevat.

## Bateria de botó
Les piles botó dels rellotges electrònics són d'òxid de plata (1,5 V ) o de liti (3 V ). La seva capacitat varia, segons la mida de la bateria i les funcions del rellotge, entre 20 i 200 mAh . Naturalment, un rellotge cronògraf amb data i il·luminació ha de contenir una bateria de més capacitat que un rellotge de dues mans per tenir una autonomia (o reserva d'energia ) equivalent.
La potència necessària per fer funcionar un rellotge electrònic de tres agulles és equivalent a la d'un rellotge mecànic (normalment 1,5 μW ), però la quantitat d'energia disponible en una pila de botó és més gran que la d'un barril, la qual cosa fa que els rellotges electrònics simples siguin més grans. autonomia (normalment 3 anys en comparació amb 2 dies per als rellotges mecànics).

## Circuit integrat (IC)

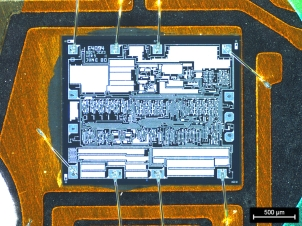
Rellotger de circuit integrat (IC).

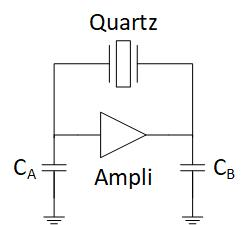
Oscil·lador amb :
- Ressonador de quars
- amplificador integrat
- i condensador d'ajust

El circuit integrat dels rellotges electrònics es realitza amb tecnologia CMOS amb especial atenció al consum d'energia que ha de ser el més baix possible (normalment 0,1 μW ). Una part del circuit està dedicada a l'oscil·lador. Aquesta part inclou un amplificador que, acoblat amb el quars extern i amb dos condensadors, forma un oscil·lador Pierce. Els condensadors es poden incorporar al circuit integrat o ser externs. S'utilitzen per ajustar la freqüència de l'oscil·lador.
Una altra part de l'IC té 15 etapes cadascuna que divideix la freqüència de l'oscil·lador per dos. Aquesta freqüència passa doncs de 32.768 Hz a 1 Hz i s'utilitza per incrementar els segons.
Per limitar el consum, es poden tallar els impulsos enviats al motor i modificar la velocitat de picat segons la càrrega del motor. A partir del signe del corrent que flueix pel motor, l'IC detecta si un pas del motor té èxit o no. Si es perd, s'atrapa el pas i s'adapta la taxa de hash perquè el pas es faci correctament. Aleshores, el servo intenta reduir de nou el consum disminuint la velocitat de picat. Això sol passar quan es canvia la data (quan es canvia la data), el tren d'engranatges necessita més parell en aquest moment.
Si el rellotge té una pantalla electrònica, el control de la pantalla substitueix el del motor.
L'IC també pot incloure el control de funcions addicionals com un cronògraf o un despertador.
L'IC també pot contenir la configuració de l'operació per inhibició.

## Quars
El quars monocristal·lí combina tres característiques que el fan molt popular com a ressonador de bases de temps o freqüència. :
- és un material piezoelèctric, la seva ressonància mecànica pot ser excitada per un senyal elèctric ;
- té propietats mecàniques que, segons l'elecció de l'orientació del cristall, tenen una dependència tèrmica molt baixa. ;
- el seu gravat químic és altament anisòtrop, la qual cosa li permet ser " tallar » químicament per processos fotolitogràfics

### Propietats del quars
Químicament, el quars està format per molècules de diòxid de silici (SiO ₂ ) que estan disposades en una estructura cristal·lina trigonal-trapezoèdrica i que tenen propietats piezoelèctriques. Quan una fulla de quars està sotmesa a esforços mecànics com la flexió, acumula càrregues elèctriques a la superfície. Per contra, si es col·loquen càrregues elèctriques a les cares de la fulla de quars, es doblegarà. Aquests efectes piezoelèctrics i piezoelèctrics inversos es poden utilitzar tant en micròfons o fonògrafs, on són les vibracions mecàniques les que produeixen un senyal elèctric, com en capçals d'impressora d'injecció de tinta on un senyal elèctric produeix vibracions mecàniques.
El quars té un altre avantatge important: en funció de l'orientació cristal·lina de l'hòstia en què es fabricarà el ressonador i en funció del mode de vibració, els seus coeficients termomecànics, en particular el seu coeficient termoelàstic (variació del mòdul de Young amb la temperatura) són baixos i, per tant, la seva freqüència de ressonància es manté estable quan la temperatura varia. Els diapasons estan fets en plaques de quars orientades segons un tall anomenat z + 2°x. El seu mode de vibració és la flexió . S'han utilitzat altres ressonadors, per exemple amb un tall ZT, que correspon a una doble rotació (a partir d'un tall z, una primera rotació al voltant de x amb un angle φ = 26,5°, després una rotació de Θ = 20° al voltant de x). z'). El ressonador ZT treballa en elongació, la seva freqüència de ressonància és típicament de 2 MHz. Esmentem també el tall AT, molt estès per fer bases de freqüència entre uns pocs MHz i 200 MHz i que utilitza un mode de cisalla .
Submergit en una solució que conté àcid fluorhídric, el quars es grava molt més ràpidament al llarg de l'eix z que en les altres direccions. El procés de fabricació consisteix a dipositar capes metàl·liques de Cr i Au, després aplicar un fotoresistent (PR) per eliminar aquestes capes de manera localitzada i això a banda i banda de les hòsties. Les capes metàl·liques serveixen llavors com a màscara per al gravat químic del quars i després es poden utilitzar per a part dels elèctrodes. Aquest gravat químic altament anisòtrop permet obtenir flancs relativament rectes. Les capes metàl·liques encara estan disposades als costats dels braços del diapasó. Finalment, es realitza un ajust de freqüència per ablació làser a l'extrem dels braços.
Gràcies a les propietats anteriors, és possible fabricar ressonadors en forma de diapasó, oscil·lant a uns 32 kHz, amb excel·lents propietats cronomètriques. Aquests ressonadors segueixen encapsulats al buit per tal d'evitar la fricció a l'aire, la qual cosa augmenta el factor de qualitat i, per tant, disminueix la potència necessària per mantenir les oscil·lacions.

### Rellotge de quars

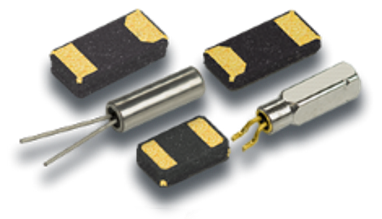
Rellotgers de quars. Cortesia de Microcrystal AG.

El circuit electrònic d'un rellotge de quars consta d'un oscil·lador, que inclou un amplificador, incorporat al circuit integrat, i un ressonador de quars. El ressonador actua com un filtre electrònic eliminant totes les freqüències excepte la seva pròpia freqüència. El senyal a la sortida del ressonador es retorna a l'entrada de l'amplificador, que assegura l'oscil·lació del circuit. Quan el circuit comença, el soroll del circuit és suficient per iniciar l'oscil·lació a la freqüència desitjada.
En els rellotges de quars moderns, el ressonador de quars té la forma d'un petit diapasó, la freqüència de ressonància del qual s'ajusta a prop de 32.768 Hz mitjançant un làser. Aquesta freqüència, igual a 2 15 cicles per segon, s'escull de manera que una cadena de 15 divisors electrònics (T flip-flop) permeti arribar a la freqüència d'1. Hz necessaris per conduir la indicació dels segons. En els rellotges, el ressonador està encapsulat en una llauna metàl·lica o en una caixa de ceràmica . Està soldat al mòdul electrònic al mateix temps que els altres components electrònics.
El motiu pel qual el ressonador de 32 El kHz s'ha tornat tan popular a causa d'un compromís entre freqüències altes que requereixen una gran potència de retenció i freqüències baixes que requereixen grans cristalls. També és la primera potència de 2 superior a 20 kHz, que correspon a l'agudesa auditiva humana. Per tant, aquesta freqüència permet que el rellotge sigui inaudible.
La fórmula per calcular la freqüència fonamental ({\displaystyle f} ) de la vibració d'un feix de quars en funció de les seves dimensions és:
{\displaystyle f=K{b \over l^{2}}}
- {\displaystyle K} : constant en funció del tall de quars i del mode de ressonància
- {\displaystyle b} : amplada del braç
- {\displaystyle l} : longitud del braç

Els primers ressonadors de quars per a rellotges de polsera tenien un quars en forma de barra, amb una constant K de 5.590 Hz·m, mentre que per a un diapasó aquesta constant és només 880 Hz·m . Per a una freqüència determinada, una constant K baixa implica dimensions més petites, cosa que és interessant per al rellotge. A més, en muntar en el seu estoig, la fixació del diapasó és més fàcil d'aconseguir que la de la barra.

### Precisió del rellotge de quars
La precisió de la velocitat d'un rellotge de quars és millor que ± 1 s/d (segon per dia).
A causa de les limitacions de fabricació, un quars mai arriba exactament a la freqüència desitjada, i això malgrat els nombrosos passos d'ajust durant el gravat químic, així com al final de la fabricació durant l'ablació làser de la capa d'or a la distància del braç. Els diferents sistemes de correcció de velocitat permeten corregir la freqüència (ajust per condensador) o corregir el bloc divisor de freqüència (ajust per inhibició).

#### Ajust de funcionament per condensador variable

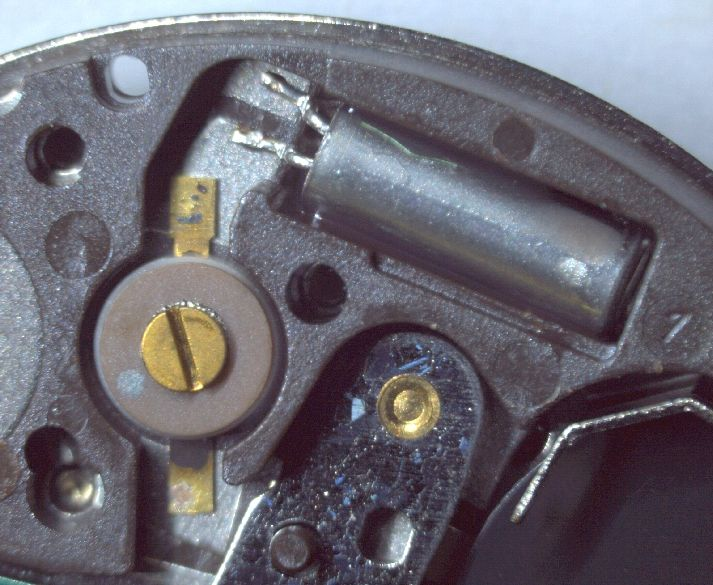
Part d'un moviment electrònic amb capacitat regulable mitjançant un cargol i el seu quars.

El circuit electrònic, que manté les oscil·lacions del quars, el veu com un circuit elèctric LC.
Per tant, és possible ajustar la freqüència d'oscil·lació afegint un condensador ajustable, també anomenat trimmer, en sèrie amb el quars.
Aquesta solució, utilitzada en els primers mòduls electrònics de quars, presenta un problema d'envelliment. Amb els anys, la capacitat del condensador variable canvia i la freqüència comença a derivar. El rellotge s'ha d'ajustar regularment. Aquest sistema només es troba en mòduls electrònics antics.
Actualment, els rellotges de quars utilitzen la tècnica d'ajust per condensadors integrats o per inhibició.

#### Ajust de funcionament mitjançant condensadors integrats
Aquest sistema funciona com l'ajust per condensador variable, excepte que el condensador variable es substitueix per un banc de condensadors fixos, implantats en el circuit integrat. L'ajust es fa desconnectant un o més d'aquests condensadors fixos. Per tant, la correcció es programa mitjançant la crema làser ("laser fusible") determinades connexions de condensadors directament al circuit integrat. Les connexions també es poden programar en una EEPROM que activa transistors per connectar o no les capacitats. La reprogramació de l'execució és possible en el cas de l'EEPROM.

#### Ajust de funcionament per inhibició
Amb el sistema d'ajust de la taxa d'inhibició, el quars ha de tenir una freqüència d'oscil·lació lleugerament superior a 32.768 Hz . El circuit electrònic que divideix la freqüència està dotat d'una lògica que permet restar un cert nombre de impulsos a intervals regulars, per exemple un cop per minut. Un cop muntat el mòdul electrònic, la seva freqüència es compara amb un rellotge de precisió. El nombre de cicles a restar es determina i es programa al mòdul electrònic.
De nou, la programació es pot fer tallant traces de coure al circuit imprès ("PCB scratch"), mitjançant connexions de gravació làser al circuit integrat ("làser fusible") o emmagatzemant la informació en una EEPROM.

#### Dependència tèrmica

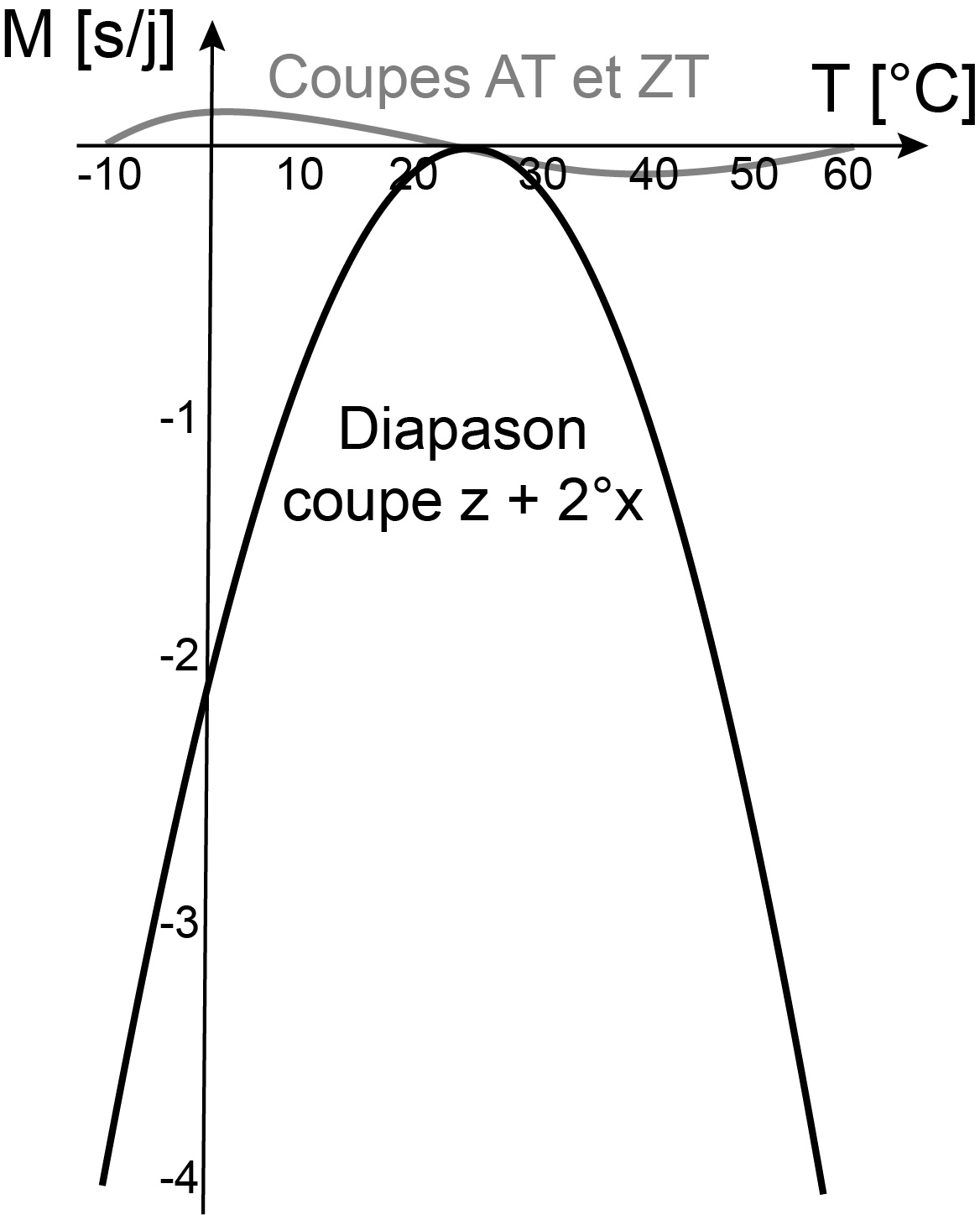
Corbes tèrmiques de diversos ressonadors de quars.

La freqüència de l'oscil·lador s'estableix mitjançant un dels mètodes anteriors, en principi a una temperatura de 25 °C . No obstant això, variacions de temperatura {\displaystyle T} provocar una deriva de freqüència que es pot descriure per:
{\displaystyle {\Delta f \over f}=\alpha (T-T_{0})+\beta (T-T_{0})^{2}+\gamma (T-T_{0})^{3}}
- {\displaystyle \alpha } : coeficient de temperatura de primer ordre
- {\displaystyle \beta } : coeficient de temperatura de segon ordre
- {\displaystyle \gamma } : coeficient de temperatura de tercer ordre
- {\displaystyle T_{0}} : temperatura de referència (normalment 25 °C)

El diapasó de quars amb un tall z + 2°x, utilitzat en la majoria de rellotges, té una dependència tèrmica parabòlica ({\displaystyle \beta } = -0,035 ppm/°C 2 i {\displaystyle T_{0}} = 25 °C ), els altres coeficients de temperatura són gairebé zero. En referència al gràfic oposat a la marxa {\displaystyle M} en s/d (1 s/d=11,6 ppm), un rellotge de quars tendeix a retardar-se tant si la temperatura puja com si baixa de 25 °C .

#### Compensació tèrmica
Diversos desenvolupaments han millorat la precisió dels rellotges electrònics. Per exemple, mitjançant l'ús de dos diapasons la dependència tèrmica dels quals està compensada o per l'elecció d'un altre tall en el quars, com el tall ZT que té una dependència molt menor i és de forma cúbica. Aquest tipus de ressonadors utilitzen un mode de vibració d'allargament. Tenen una freqüència de ressonància relativament alta de l'ordre dels MHz i, per tant, consumeixen més energia que els diapasons. Tenen una dependència tèrmica similar als ressonadors de tall AT.
En alguns rellotges electrònics, les variacions de temperatura es compensen. S'integra un sensor per mesurar la temperatura i corregir el funcionament mitjançant una segona inhibició, en el bloc divisor de freqüència. Cal calibrar el circuit per registrar en una memòria el nombre de impulsos a eliminar segons la temperatura mesurada. Aquesta compensació de temperatura permet produir rellotges amb una precisió de fins a ± 5 s/an.

### Correcció radiocontrolada
En alguns moviments electrònics, el temps es pot sincronitzar a intervals regulars amb un temps transmès per ona de ràdio. Aleshores parlem d'un rellotge radiocontrolat. Hi ha diversos tipus de transmissions de ràdio de l'època :
- transmissors de baixa freqüència (LF), per exemple, DCF77 ;
- Transmissors GPS d' ultra alta freqüència (UHF). ;
- transmissors d'Internet a través de la xarxa GSM (UHF) al telèfon mòbil, després mitjançant Bluetooth (UHF) al rellotge.

La precisió dels rellotges radiocontrolats és excel·lent. És comparable a la dels rellotges atòmics amb què estan sincronitzats. A més, els rellotges radiocontrolats s'actualitzen automàticament quan es canvien les zones horàries.
Tanmateix, aquesta precisió no es deu al rellotge en si. En cas de pèrdua del senyal de transmissió, el rellotge radiocontrolat torna a recaure en la precisió del quars que conté.

### Cronòmetres
Un rellotge electrònic pot reclamar el títol de Cronòmetre. Per a això, cada rellotge ha de superar individualment les proves d'un laboratori certificat com el COSC .
El títol de Cronòmetre imposa al rellotge de quars un error de velocitat inferior a 0,07 s/d o 25 s/an . Per satisfer aquests criteris estrictes de l'etiqueta Cronòmetre, els rellotges de quars han d'estar equipats actualment amb compensació tèrmica (vegeu més amunt).
Els rellotges radiocontrolats no poden reclamar el títol de Cronòmetre, perquè la seva precisió s'obté per rellotges atòmics externs al rellotge.

## Rellotge amb pantalla mecànica

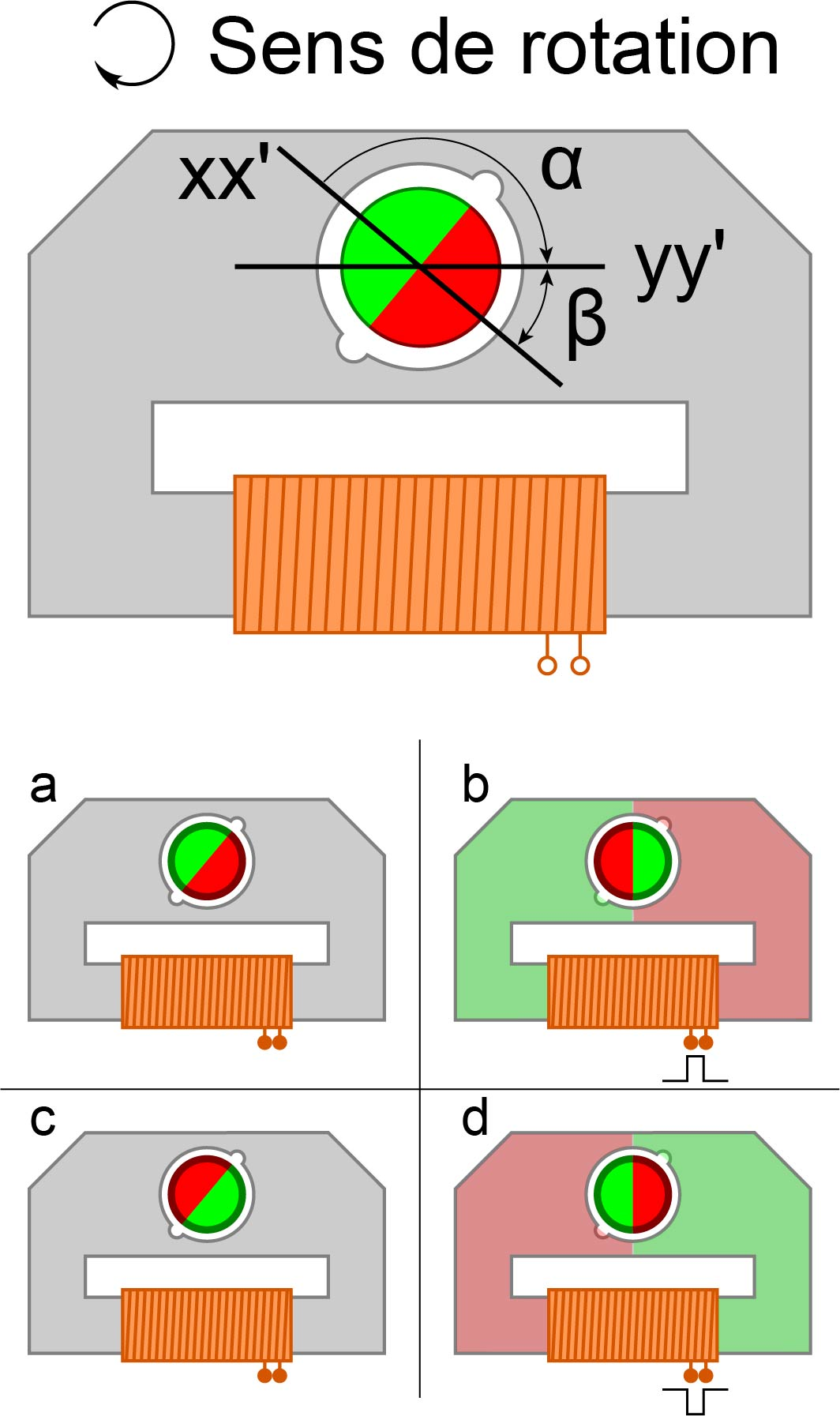
Diagrama de com funciona un Motor Lavet pas a pas

Els rellotges de quars amb pantalla mecànica gairebé sempre utilitzen un motor de pas tipus Lavet per moure les mans o els discos.

### Motor Lavet
Inventat l'any 1936 per Marius Lavet, el motor Lavet conté un rotor que té un imant i un estator. Quan s'aplica un impuls de tensió als terminals de la bobina de l'estator, el camp magnètic generat és conduït pel material magnètic tou de l'estator i fa que el rotor giri. El seu funcionament es pot dividir en quatre etapes (il·lustrades al diagrama del costat) :
- a) sense tensió, l'imant del rotor s'orienta segons les cavitats formades a l'estator ;
- b) un primer impuls de tensió positiva fa girar el rotor en un angle {\displaystyle \alpha } en sentit horari ;
- c) un cop ha baixat la tensió elèctrica, les cèl·lules reposicionen el rotor segons l'angle {\displaystyle \beta } . Va fer un gir en U ;
- d) un segon impuls, aquesta vegada negatiu, continua fent girar el rotor en sentit horari. Un cop ha baixat la tensió elèctrica, el rotor torna a la seva posició inicial.

La patent presentada per a aquest motor va fer fortuna a Marius Lavet, gràcies a la qual va crear el premi Chéreau-Lavet que premiava els enginyers-inventors francesos.
Per als rellotges de tres busques, per tant, amb el segon, el motor pas a pas fa mitja volta cada segon, per tant s'utilitza un tren d'engranatges reductor de 30x fins a la roda dels segons.

#### Establiment de l'hora
La configuració de l'hora dels rellotges amb pantalla mecànica es fa en principi de manera mecànica. Un tren d'engranatges lligat a la corona permet ajustar la posició de les agulles d'hora i minuts o dels discos.

## Rellotge amb pantalla electrònica

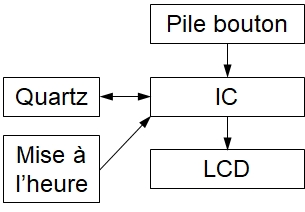
Diagrama de principis digitals.

El rellotge amb pantalla electrònica segueix un patró lleugerament modificat del rellotge amb pantalla mecànica. L'IC condueix la pantalla electrònica. Per tant, no hi ha peces mecàniques mòbils, a part dels polsadors per ajustar l'hora o, per exemple, encendre un llum per veure l'hora de nit.
El cartell electrònic està format per una superfície que inclou multitud d'elements actius anomenats segments o píxels. Aquests elements s'utilitzen per mostrar l'hora, el text, les icones, etc. Les tecnologies més utilitzades actualment són LCD, LED, OLED i paper electrònic.

### LCD
La visualització de les hores, minuts i possiblement segons es fa en la majoria dels casos per figures digitals formades per segments, que contenen cristalls líquids (LCD). Depenent de la tensió aplicada al cristall líquid, el segment és visible o transparent. El cristall líquid és generalment del tipus nemàtic retorçat. Sense tensió als seus terminals, fa girar la polarització de la llum 90°. Els polaritzadors estan disposats a cada costat del cristall líquid amb polaritzacions perpendiculars entre si. Sense tensió, la llum passa per tant pel segment i els polaritzadors. Quan s'aplica una tensió suficient, els cristalls líquids s'orienten en el camp i, per tant, ja no giren la polarització. Aleshores, el segon polaritzador bloqueja la llum i, per tant, el segment apareix negre.

### Establiment de l'hora
La configuració de l'hora dels rellotges amb pantalla electrònica es fa generalment mitjançant polsadors o una corona electrònica o una superfície tàctil disposada sota el cristall del rellotge.